# Castra praetoria
Koordinaten: 41° 54′ 21,1″ N, 12° 30′ 21,6″ O

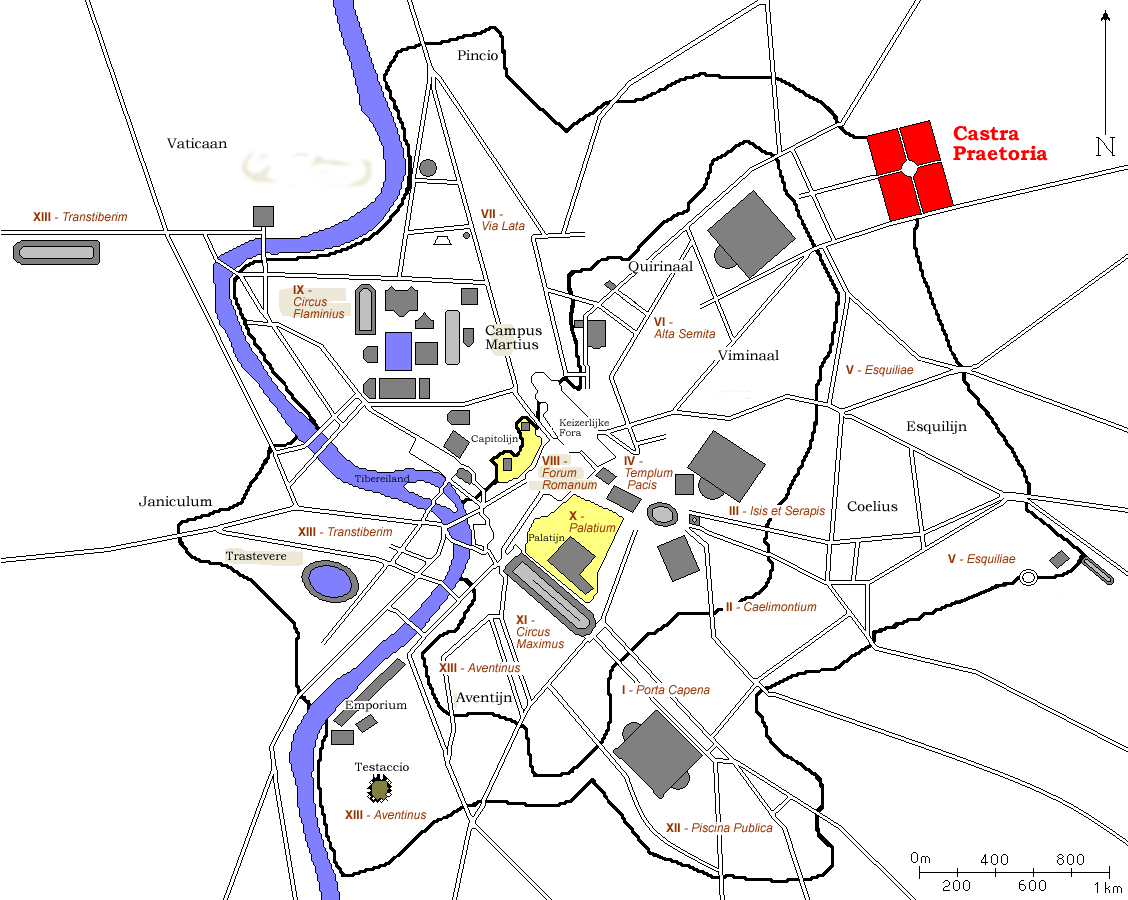
Lage der Castra praetoria

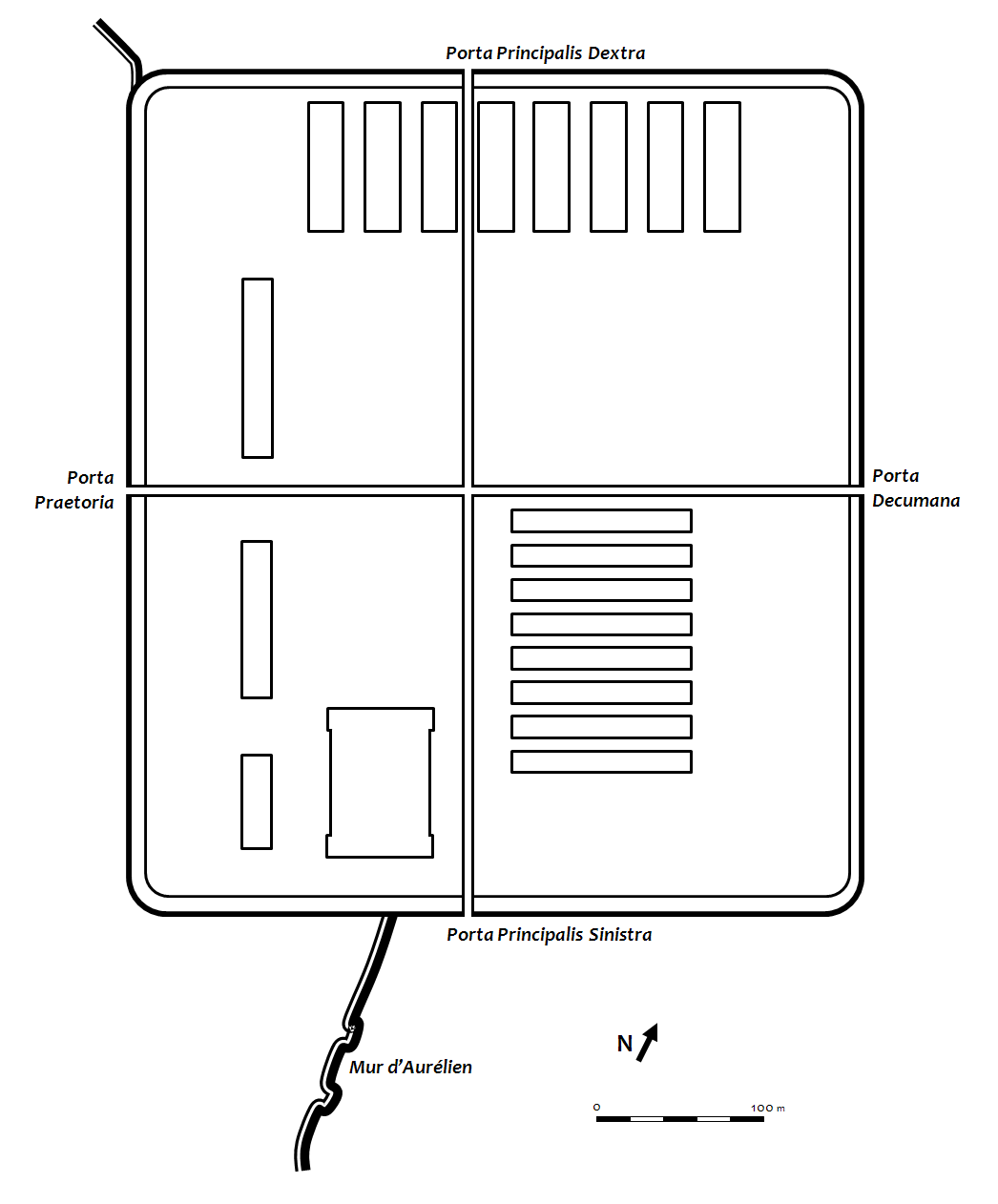
Schematischer Plan der Castra praetoria

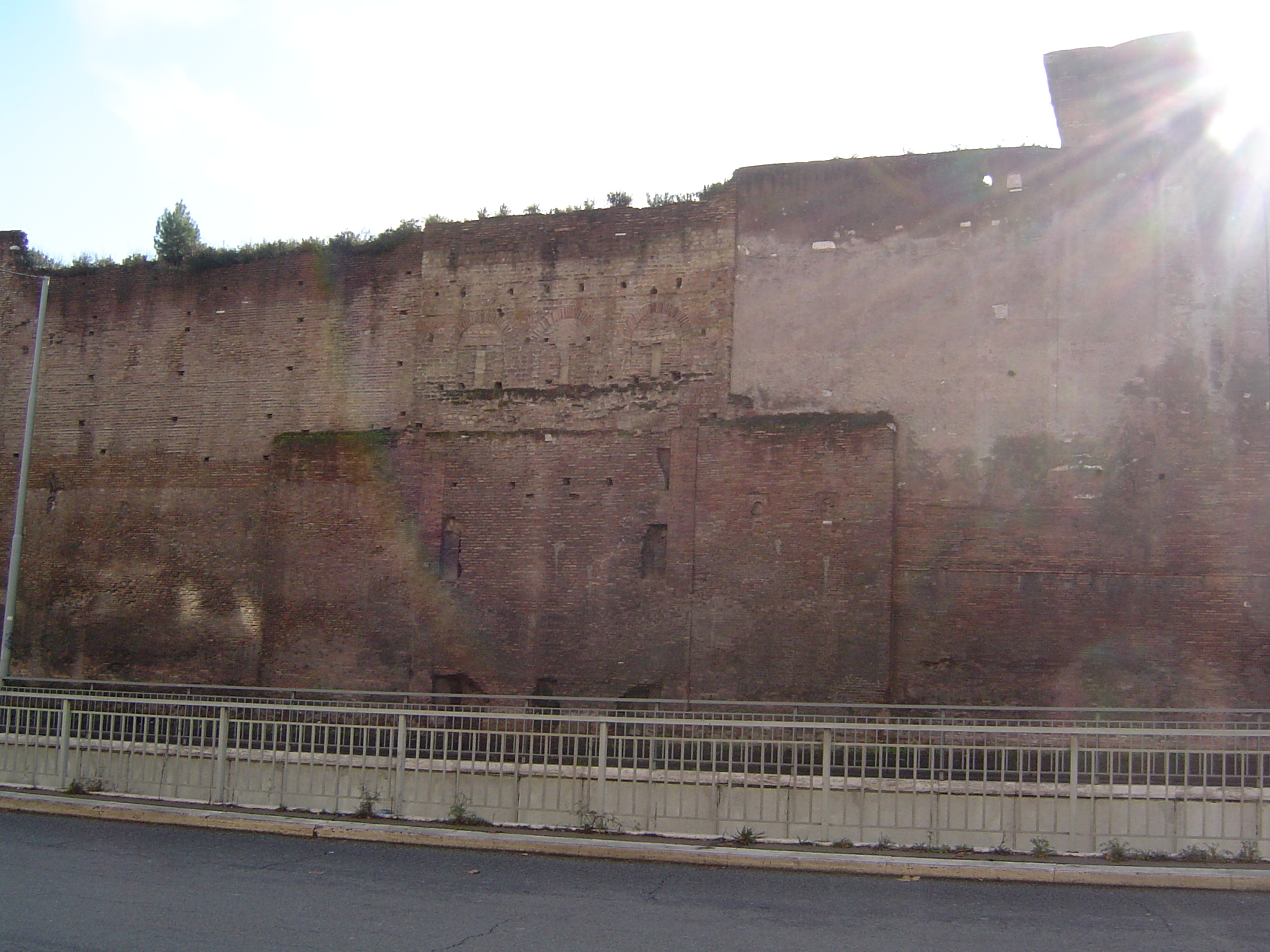
Aurelianische Mauer bei den Castra praetoria in Rom.

Die Castra praetoria waren ein befestigtes Lager für die Prätorianergarde in Rom. Sie gaben dem heutigen Stadtteil Castro Pretorio den Namen.

## Geschichte
Die castra praetoria wurden auf Vorschlag des Seianus zwischen 20 und 23 n. Chr. vom römischen Kaiser Tiberius errichtet. Damit wurden die von Augustus auf mehrere Standorte verteilten Prätorianer an einem Ort zusammengelegt. Die castra praetoria standen der römischen Tradition einer entmilitarisierten Hauptstadt entgegen und machten die Stationierung von Truppen in der Stadt nun erstmals sichtbar. Sie lagen deshalb ursprünglich auf einem der höchsten Punkte Roms nordöstlich außerhalb der Stadt, knapp außerhalb des Pomeriums, wurden aber ab dem Jahr 271 in den Verlauf der aurelianischen Stadtmauer eingebunden. Das Lager bestand bis zur Auflösung der Prätorianer unter Konstantin im Jahr 312.

## Anlage
Das Lager bildete ein Rechteck von 440 × 380 Meter mit abgerundeten Ecken und vier Toren, darunter das Nordtor, die Porta Praetoriana. Von der Umfassungsmauer sind die Nord- und Ostseite sowie Teile der Südseite erhalten. Durch Quellen und Inschriften belegte Gebäude im Innern sind ein Marstempel, ein tribunal, schola et aedicula und das armamentarium (Arsenal). Bei Grabungen im Zusammenhang mit dem Bau der Nationalbibliothek in den Jahren 1960 bis 1966 wurden die tiberischen Tore und im südöstlichen Sektor weitere Kasernenbauten entdeckt. Seit dem U-Bahnbau 1983 bis 1985 sind drei weitere Strukturen bekannt. Dazu gehört ein großer Raum von 14,70 × 7,70 Metern.

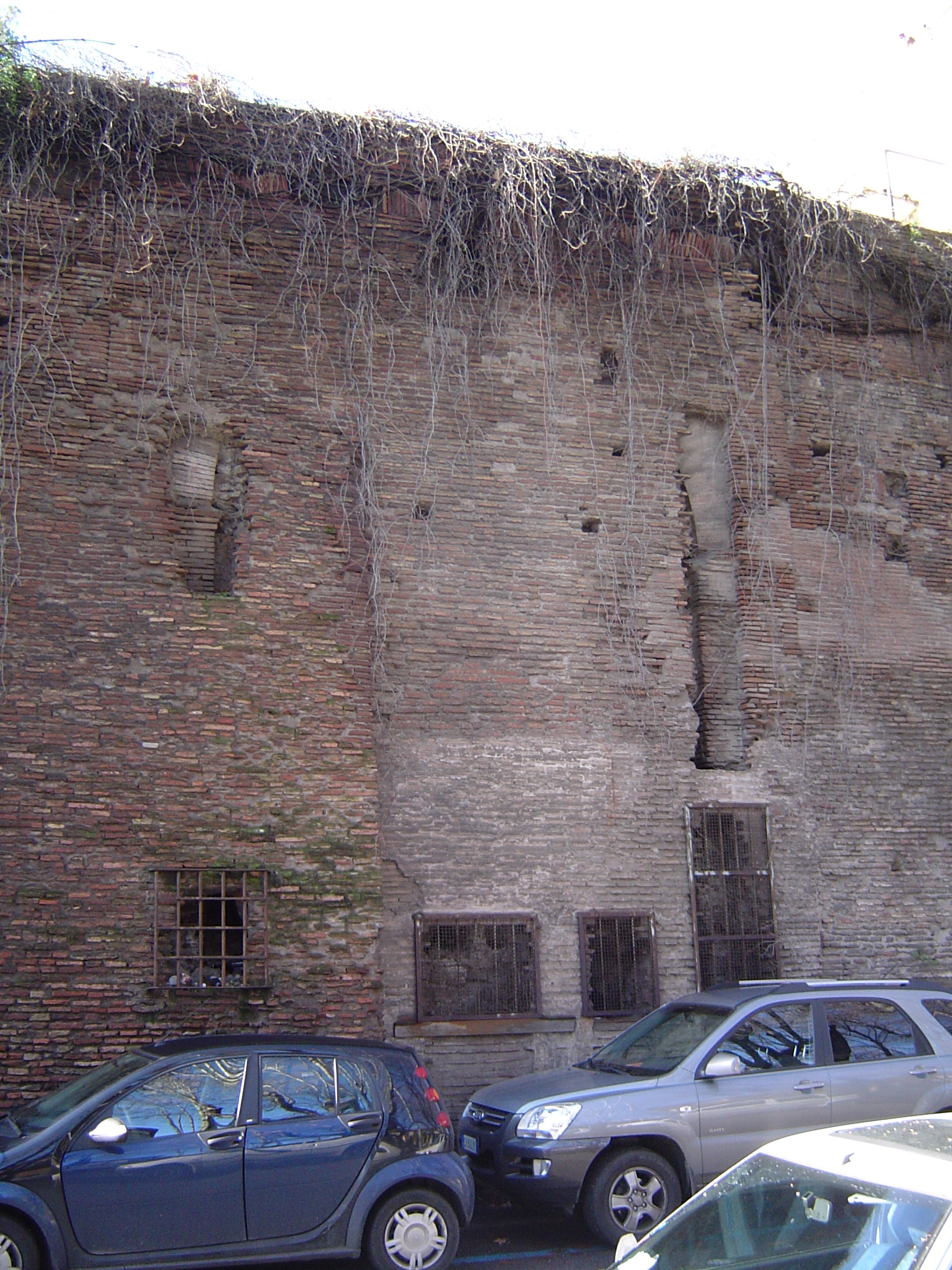
Osttor: Porta principalis dextra
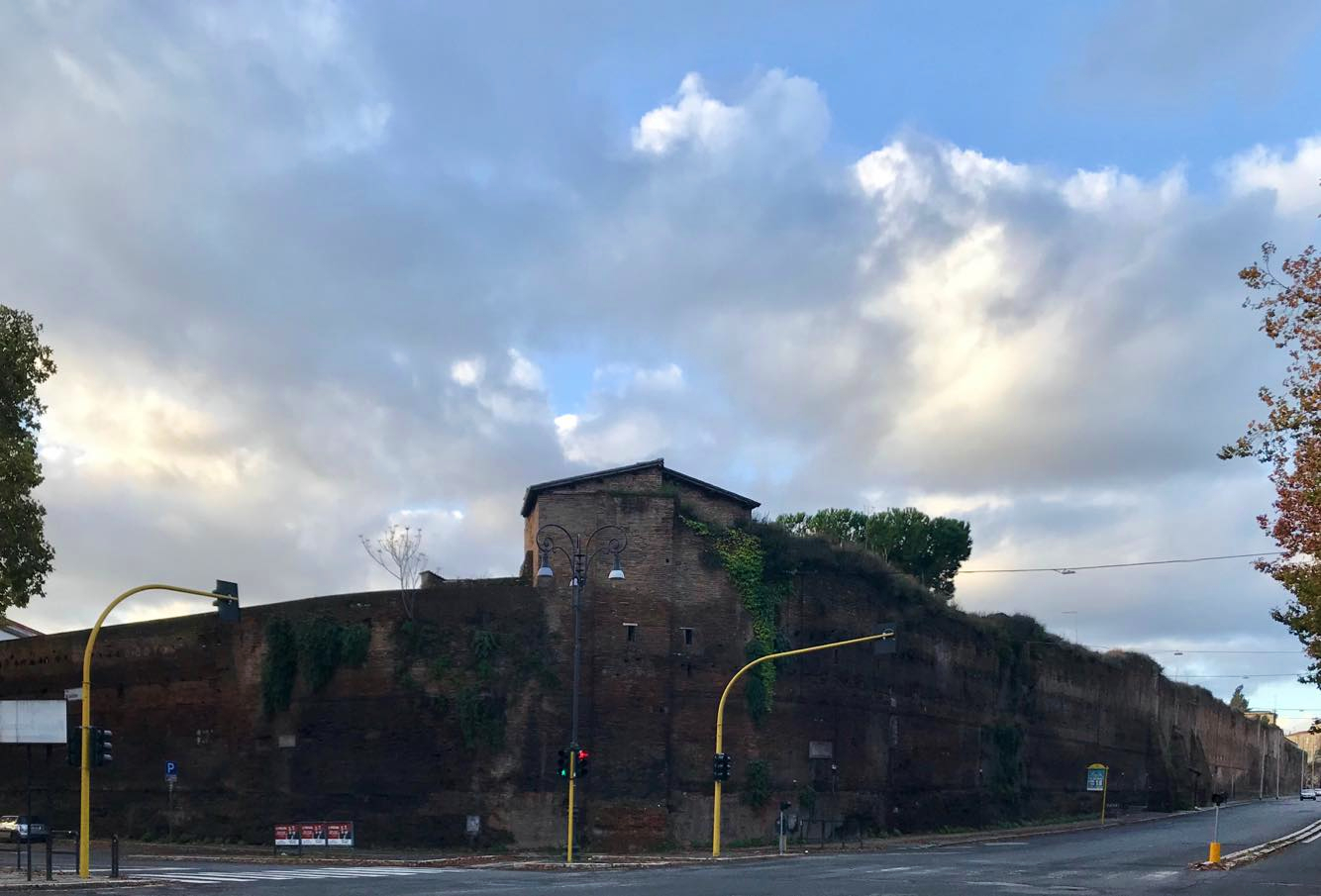
Mauerverlauf mit abgerundeter Nordostecke
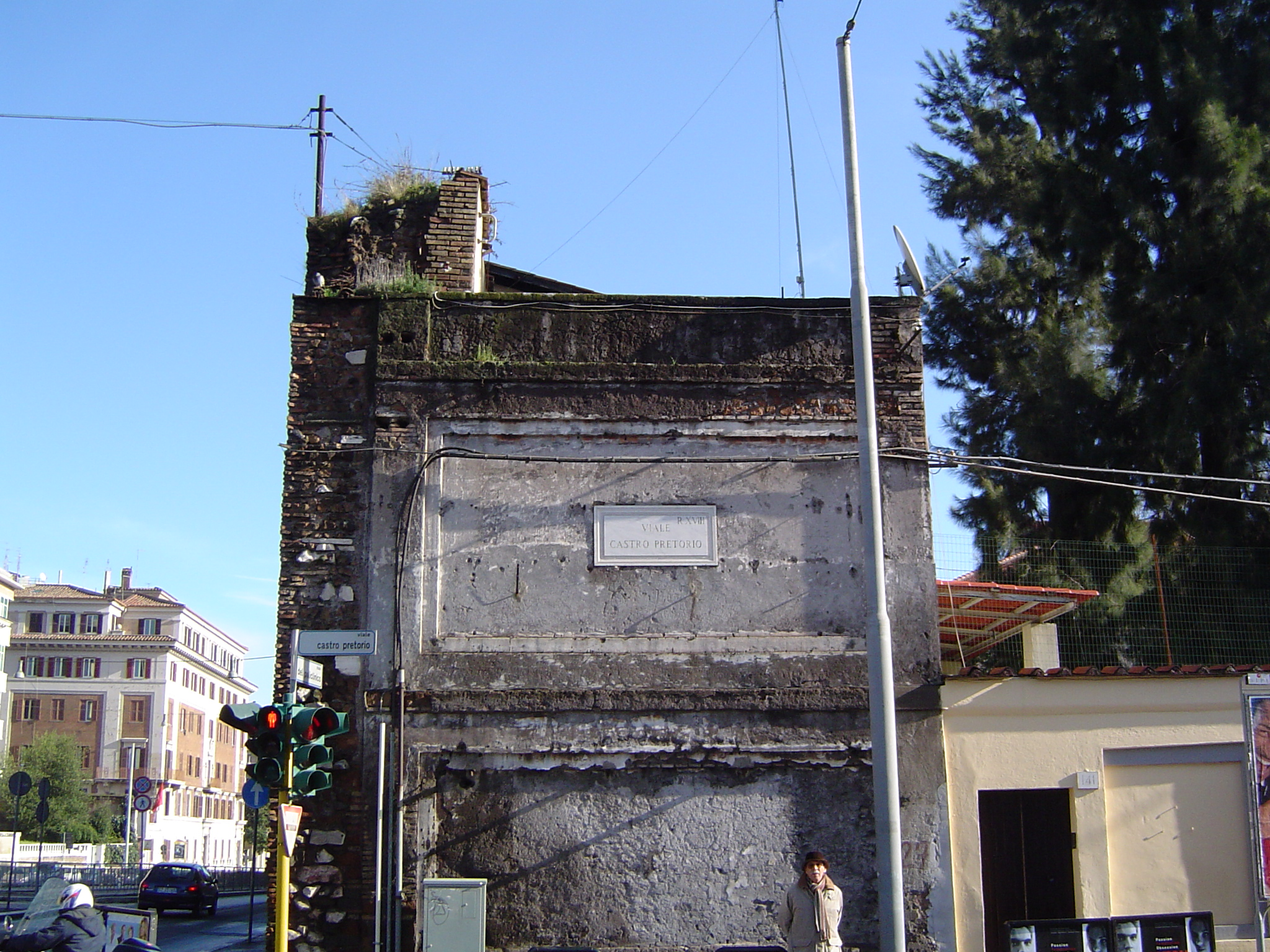
Reste der Nordmauer
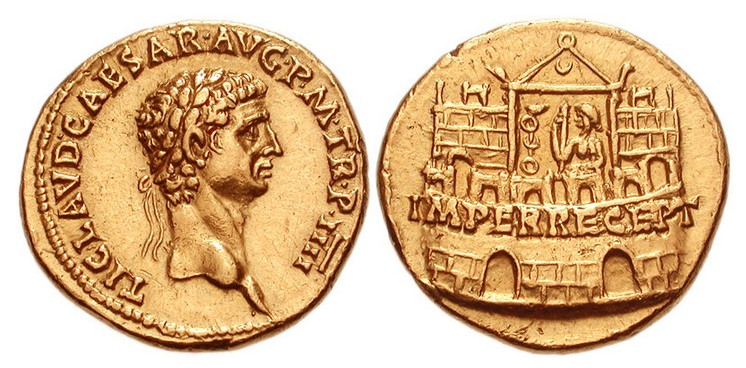
Schematische Darstellung der Castra praetoria auf einer Münze des Claudius